# Рогодзьоб чорногорлий
Рогодзьоб чорногорлий (Calyptomena whiteheadi) — вид горобцеподібних птахів родини смарагдорогодзьобових (Calyptomenidae).

## Назва
Вид названо та честь британського дослідника-натураліста Джона Вайтгеда (1860—1899).

## Поширення
Ендемік Калімантану. Поширений у гірських дощових лісах на висоті до 1700 м над рівнем моря.

## Опис
Птах завдовжки 24-27 см, вагою 140—170 г. Кремезний і пухкий на вигляд птах з великою головою, загостреними крилами, квадратним і коротким хвостом. Пір'я біля основи дзьоба утворює характерний пучок, з-під якого ледь видно короткий дзьоб. Оперення жовтувато-зеленого забарвлення. Кожна пір'їна має чорні крає, що надає забарвленню лускатий візерунок. Горло, періаурикулярна область (ділянка навколо вуха) та кінчики крил та хвоста повністю чорні. Дзьоб і ноги темно-сірі.

## Спосіб життя
Трапляється поодинці. Живиться фруктами і ягодами, інколи комахами та їхніми личинками. Поживу шукає в кронах дерев. Про розмноження виду даних немає.